# Institut de la mémoire nationale
Pour les articles homonymes, voir IPN.
L'Institut de la mémoire nationale - Commission de poursuite des crimes contre la nation polonaise, en polonais  Instytut Pamięci Narodowej - Komisja Ścigania Zbrodni przeciwko Narodowi Polskiemu ou IPN, est une institution polonaise créée par une loi du 18 décembre 1998.
Son principal objectif est d'enquêter sur les crimes nazis et communistes, de conserver la documentation à leur sujet, de fournir cette documentation au public, de poursuivre en justice ceux qui ont commis ces crimes et d'éduquer le public à ce sujet. Le principal effort de l'Institut porte sur les crimes commis par les autorités communistes de la Pologne avant 1989.
L'un des procès les plus connus intentés par l'IPN concerne le massacre de Jedwabne.
En 2018, les missions de l'IPN ont été modifiées par l'amendement controversé à la loi sur l'Institut de la mémoire nationale (en) pour y inclure la « protection de la réputation de la République de Pologne et de la nation polonaise ». L'IPN enquête et poursuit les crimes nazis et communistes commis entre 1917 et 1990, documente ses conclusions et les diffuse au public. Certains universitaires ont critiqué l'IPN pour sa politisation, en particulier sous les gouvernements Droit et justice,.

## Organisation
Les présidents de l'IPN sont élus pour cinq ans par la Diète polonaise (avec une majorité d'au moins 60 % des voix et approbation éventuelle du Sénat sur demande d'un collège de l'IPN). Se sont ainsi succédé :
- Leon Kieres - du 30 juin 2000 au 29 novembre 2005 (temp. carr. dut. 30 juin 2005 au 29 novembre 2005)
- Janusz Kurtyka - du 29 novembre 2005 au 10 avril 2010 (mort dans l'accident de l'avion présidentiel polonais à Smolensk)
- Franciszek Gryciuk - du 10 avril 2010 au 28 juin 2011 (président par intérim à la suite de la disparition accidentelle de Janusz Kurtyka)
- Łukasz Kamiński - du 28 juin 2011 au 22 juillet 2016
- Jarosław Szarek - du 22 juillet 2016 au 23 juillet 2021
- Karol Nawrocki - depuis le 23 juillet 2021.

L'Institut de la Mémoire Nationale comprend également un Conseil de l'IPN composé de 9 membres, deux nommés par le président de la République de Pologne, cinq nommés par la Sejm et deux nommés par le Sénat de Pologne. Ce conseil est actuellement composé de :
- Antoni Kura
- Artur Mudrecki
- Andrzej Chojnowski
- Antoni Dudek
- Andrzej Friszke
- Andrzej Paczkowski
- Tadeusz Wolsza
- Grzegorz Potyka
- Bolesław Orłowski.

L'IPN est divisé en :
- Commission principale pour la poursuite des crimes contre la Nation polonaise (Główna Komisja Ścigania Zbrodni Przeciwko Narodowi Polskiemu)
- Bureau de la mise à disposition et d'archivage des documents (Biuro Udostępniania i Archiwizacji Dokumentów)
- Bureau de l'éducation publique (Biuro Edukacji Publicznej)
- Bureau de lustration (Biuro Lustacja)
- Agences locales à Białystok, Cracovie, Gdańsk, Katowice, Łódź, Lublin, Poznań, Rzeszów, Szczecin, Varsovie et Wrocław.

## Loi de lustration de mars 2007
Dans le cadre de la décommunisation prônée par les autorités polonaises, une loi dite de « lustration » entre en vigueur le 15 mars 2007. Tous les hauts fonctionnaires, les professeurs, les avocats, les directeurs d’école et les journalistes nés avant août 1972 doivent remplir un formulaire et répondre à la question : « Avez-vous collaboré secrètement et consciemment avec les anciens services de sécurité communistes ? ». Le formulaire est ensuite remis à l'Institut de la mémoire qui se charge de vérifier le passé de ces personnes. « En cas de collaboration prouvée, les journalistes qui travaillent dans un service public seront automatiquement licenciés. Ceux qui refuseront de répondre, ou dont il sera prouvé qu’ils ont menti, risquent une interdiction d’exercer leur profession pendant dix ans. »

## Loi sur la Shoah de février 2019
En février 2019, un texte de loi adopté par les autorités prévoit de punir de trois ans d'emprisonnement toute personne, y compris étrangère, qui accuserait la nation ou l’État polonais de participation aux crimes de l’Allemagne nazie pendant la Seconde Guerre mondiale. Si certaines dispositions de la loi sont retirées à la suite du tollé international, l’Institut de la mémoire nationale reste autorisé à engager des poursuites civiles.